# Мірний циліндр
Мі́рний цилі́ндр, мензу́рка (від нім. Mensur < лат. mensura — «міра») — лабораторна посудина з позначеними на ній поділками, якою вимірюють невеликі об'єми рідини.
Мірні циліндри переважно калібрують на наливання. Виготовляють зі скла і прозорих поліетилену або поліпропілену. Скляні циліндри можуть мати пластмасову
підставку. Посудина не призначена для точного вимірювання об'ємів, використовується для приготування розчинів приблизної концентрації.
Мензурка, як і мірний циліндр має поділки, але відрізняється конічною формою, із звуженням до низу. Застосовуються для вимірювання об'єму осадів, що утворюються при відстоюванні суспензій. Також використовуються для визначення об'ємів двох рідких фаз, що не змішуються.

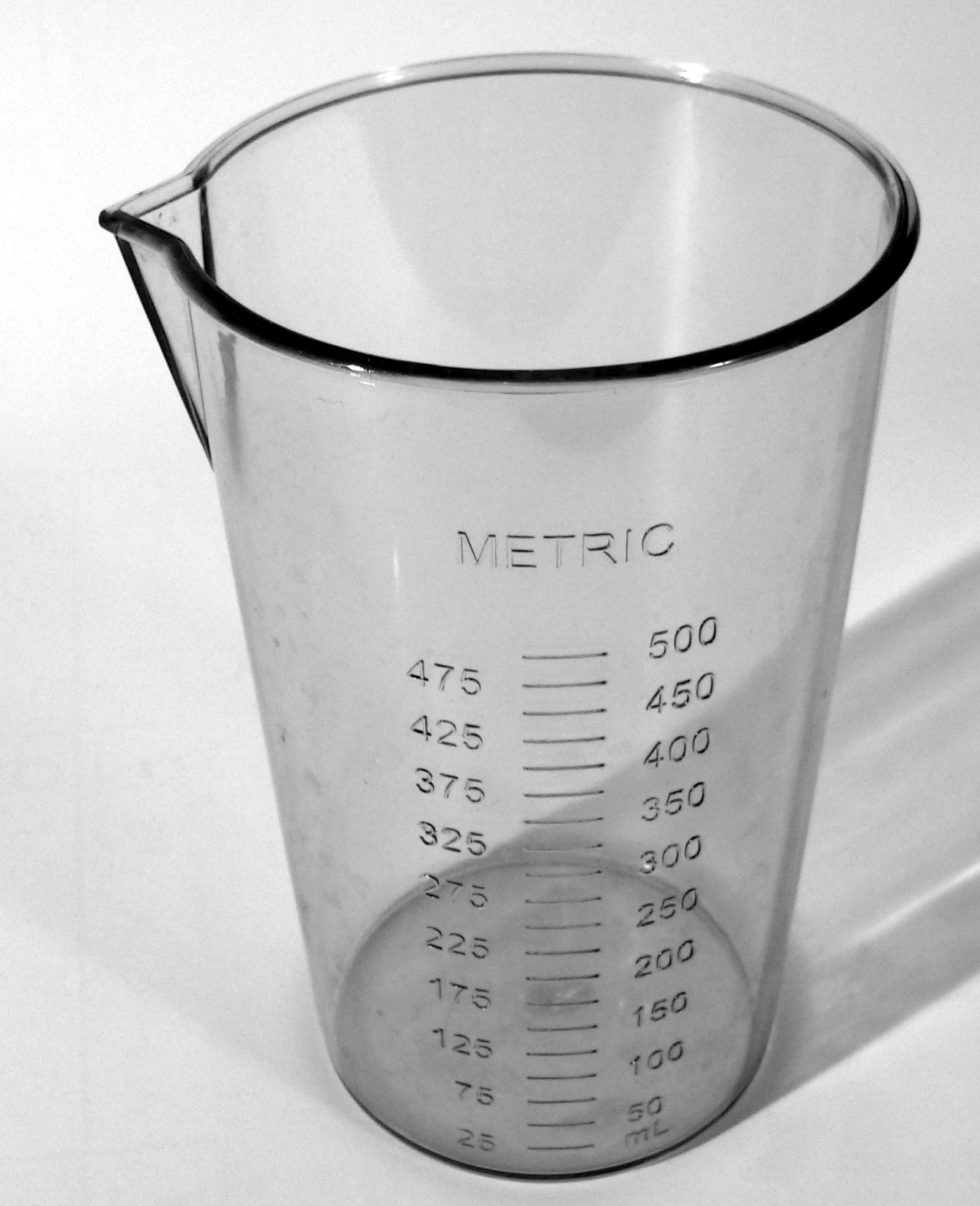
Мензурка